# Nicolas Touzaint
Nicolas Touzaint (Angers, 10 maggio 1980) è un cavaliere francese, campione olimpico nell'equitazione a Atene 2004 con la squadra francese di concorso completo.

## Biografia
Oltre al titolo olimpico vanta sei medaglie ai Campionati europei di concorso completo.

## Palmarès
| Anno | Manifestazione  | Sede  | Evento                      | Risultato | Note |
| ---- | --------------- | ----- | --------------------------- | --------- | ---- |
| 2004 | Giochi olimpici | Atene | Concorso completo a squadre | Oro       |      |